# Helicopsis conopsis
Helicopsis conopsis е вид коремоного от семейство Hygromiidae.

## Разпространение
Видът е разпространен в Мароко.